# Takeshi no chōsenjō
Takeshi no chōsenjō (たけしの挑戦状, litt. « Le défi de Takeshi ») est un jeu vidéo japonais pour la Famicom par le comédien et réalisateur Takeshi Kitano. Il est sorti exclusivement au Japon en décembre 1986. Il s'agit d'un jeu expérimental tentant de briser un maximum de règles des jeux vidéo.

## Système de jeu
Takeshi no chōsenjō se présente comme un jeu d'aventure parsemé de nombreuses interactions avec des personnages non-jouables. À chaque dialogue, une seule réponse parmi toutes celles proposées permet d'accéder à la suite de l'aventure. La principale difficulté étant qu'aucune logique ne gouverne le jeu, et que le joueur doit recommencer inlassablement les mêmes séquences en espérant tomber par hasard sur la solution adéquate.
Outre accomplir les interactions avec les personnages non-jouables dans le bon ordre (parmi lesquelles se battre avec son patron et quitter son travail, boire de l'alcool et chanter au karaoké, se battre avec sa femme puis divorcer, etc.) le joueur doit terminer des missions presque impossibles, telles que :
- réussir une phase de shoot them up horizontal en deltaplane, où l'on peut descendre mais très difficilement remonter vers le haut de l'écran. La séquence se termine généralement dans un crash ;

- accomplir trois fois d'affilée la même épreuve de karaoké, à la réussite aléatoire, en utilisant le microphone de la seconde manette Famicom ;

- déchiffrer une carte, ce qui demande au joueur de patienter entre cinq et dix minutes avant de crier dans le micro de la seconde manette, ou au choix attendre une heure sans toucher aux commandes pour que la carte devienne lisible d'elle-même. Le détail étant que rien n'indique au joueur ce qu'il doit faire lors de cette phase et qu'aucun indice dans le jeu n'est fourni sur les laps de temps à attendre.

## Développement
Sur l'écran titre, on pouvait lire « ce jeu a été réalisé par quelqu'un qui déteste les jeux vidéo ».

## Accueil
Malgré son game design controversé, Takeshi no chōsenjō est régulièrement listé par le public japonais dans les classements des meilleurs jeux de la Famicom (peut-être par sarcasme). Sur l'écran de fin du jeu, le joueur qui attend cinq minutes peut voir apparaître Takeshi qui déclare : « Pourquoi avez-vous pris ce jeu autant au sérieux ? ». 30 720 coups de poing sur l'écran de démarrage permettent également de gagner.